# Гросс, Сара Гарсия
Сара Гарсия Гросс (род. 1986, Чальчуапа, Санта-Ана, Сальвадор) — сальвадорская активистка, феминистка, правозащитница и психолог. Работает в Гражданской группе по декриминализации терапевтических, этических и евгенических абортов, а также является членом Сальвадорской сети женщин-правозащитников.

## Биография
Сара Гарсия родилась в 1986 года в Чальчуапа в Сальвадоре. Она получила степень по психологии в Центральноамериканском университете. Затем изучала гендерные исследования в Национальном автономном университете Мексики. В июне 2019 года получает степень магистра в области прав человека и демократизации в Латинской Америке и Карибском бассейне в Национальном университете генерала Сан-Мартина (Буэнос-Айрес, Аргентина).
В 2014 году она представила аудиоотчет Del Hospital a la Cárcel, в котором рассматриваются вопросы, связанные с сексуальными и репродуктивными правами женщин.
Гросс работает в Гражданской группе по декриминализации терапевтических, этических и евгенических абортов. Это многопрофильная общественная организация, которая выступает за изменение сальвадорского законодательства об абортах. Кроме того, они продвигают половое воспитание и защищают женщин, обвиненных или осужденных за аборты или связанные с этим дела. Гарсия также является членом Сальвадорской сети женщин-правозащитников.

## Награды
В январе 2019 года Университет Париж Дидро наградил её премией Симоны де Бовуар за усилия по декриминализации абортов в случаях изнасилования, торговли людьми и когда жизнь матери находится в опасности или мать несовершеннолетняя.